# Michiko do Japão
Michiko GCSE • GCIH (em japonês: 美智子; nascida Michiko Shōda; Tóquio, 20 de outubro de 1934)[carece de fontes?] é a imperatriz emérita do Japão, esposa do imperador emérito Akihito, o 125º imperador do Japão de 1989 a 2019, seu mon é o bétula, seu título honorífico é Sua Majestade Imperial e sua ordem de precedência é a Ordem da Coroa Preciosa. Tendo sido a primeira imperatriz consorte de origem plebeia na história do Japão, bem como a primeira a ter estudado em universidades estrangeiras. Em 2019, com a abdicação de Akihito, ela se tornou a primeira imperatriz emérita do Japão, um título criado para evitar a confusão com a Imperatriz viúva. Atualmente, ela reside no Palácio Tōgū em Tóquio.
Michiko foi a primeira plebeia, sem origem nobre ou aristocrática, a se casar com um Príncipe Herdeiro da Casa Imperial do Japão e se tornar uma Princesa Herdeira do Japão, ao dia 10 de abril de 1959. Atualmente, seu título imperial completo é "Sua Majestade Imperial a Imperatriz Emérita do Japão". Além disso, é a consorte imperial que mais foi visível e que mais viajou pelo exterior em toda a história do Japão.

## Família

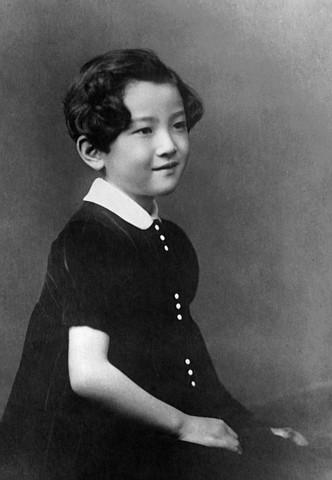
Michiko durante sua infância.

Michiko Shōda (正田 美智子, Shōda Michiko) nasceu em Tóquio. É a filha varoa do milionário empresário Hidesaburo Shōda (正田英三郎, 1903-1999), presidente da Companhia de Moagem de Farinha de Nisshin, e de sua esposa, Fumiko Soejima (副島富美子; 1909–1988). Ela tem um irmão mais velho Iwao, um irmão mais novo, Usamu e uma irmã mais nova Emiko. E é neta de Teiichiro Shōda (正田貞一郎) fundador da Nisshin Seifun Group Inc.
A família Shōda, embora fosse rica, tinha um estilo de vida modesto e possuía dois membros que foram agraciados com a Ordem do Mérito Cultural. É sobrinha de vários acadêmicos, incluindo Kenjiro Shōda, um matemático que era o presidente da Universidade de Osaka de 1954 até 1960, Mikotonoriko Shōda era uma química, professora emérita da Universidade de Tóquio e Atsushi Goro Shōda era um erudito, professor da Universidade de Tóquio.

## Educação
Michiko estudou na Escola Elementar Futaba em Tóquio, mas foi obrigada a deixá-la na quarta série devido ao bombardeio norte-americano durante a Segunda Guerra Mundial. Em seguida, foi educada sucessivamente nas prefeituras de Kanagawa (na cidade de Katase, agora parte da cidade de Fujisawa), Gunma (em Tatebayashi, cidade natal da família Shōda) e Nagano (na cidade de Karuizawa, onde Shōda teve um segundo resort em casa). Ela retornou a Tóquio em 1946 e completou sua educação elementar em Futaba e depois frequentou a católica Escola do Sagrado Coração, Seishin, para o Ensino Médio e Ensino Médio em Minato, Tóquio. Graduou-se no ensino médio em 1953.
Depois de frequentar a faculdade, ela tornou-se conhecida por sua família como "Mitchi" (ミ ッ チ), mas admitiu ter sido nomeada em sua infância como "Temple-chan", por causa de seus cabelos encaracolados e matizes avermelhados incomuns para uma menina japonesa que fez ela parece a atriz americana Shirley Temple.
Em 1957, formou-se summa cum laude da Faculdade de Literatura da Universidade do Sagrado Coração (uma universidade católica em Tóquio) com um diploma de Bacharelado em Literatura Inglesa. Em seu último ano, foi eleita presidente do corpo estudantil e foi oradora em sua turma. Também cursou cursos em Harvard e Oxford.
Como veio de uma família particularmente rica, seus pais eram muito seletivos sobre seus pretendentes. Houve vários contendores por sua mão no casamento na década de 1950. Os biógrafos do escritor Yukio Mishima, incluindo Henry Scott Stokes, relatam que Mishima considerou se casar com Michiko Shōda e que foi apresentado a ela para esse propósito algum tempo na década de 1950.

## Passatempos e interesses
Gosta de vestir chapéus de moda antiga.
Gosta de tocar piano e escreveu a história para o livro de fotos "Hajimete no Yamanobori". Entre seus hobbies, lista a cerimônia do chá, a poesia, a música com os membros da família, o bordado e as arranjos florais. Se interessou pela libertação das crianças e apoia as tradições judiciais, como o cultivo do bicho da seda e a música gagaku. A imperatriz Michiko é considerada poeta talentosa que é conhecida por expressar emoções simples em seu trabalho. Descrevendo sua experiência como uma nova mãe, escreveu: "O leite branco derrama de sua boca / Colocou meu peito / De seus movimentados lábios vermelhos". Também escreveu: "Embora ele seja o meu próprio", mantenho meu filho com ansiedade em meus braços, "Como um tesouro que recebi".

Kumiko Makihara escreveu no New York Times: "Uma manhã no final do mês passado, a rua principal da minha casa estava de repente vazia de trânsito e pequenas multidões formadas pelos passeios onde as luzes dos pedestres permaneceram vermelhas. A imperatriz Michiko estava passando pela cidade. À medida que a carruagem rolava, a imperatriz encantou os espectadores com uma visão completa de seu olhar gentil, a janela de seu sedan preto rodou todo o caminho. A imperatriz Michiko assentiu com a cabeça e sorriu para os transeuntes, bonita e elegante, mas com as rugas suaves no rosto revelando um cansaço de idade." [Fonte: Kumiko Makihara, New York Times, 27 de maio de 2010]

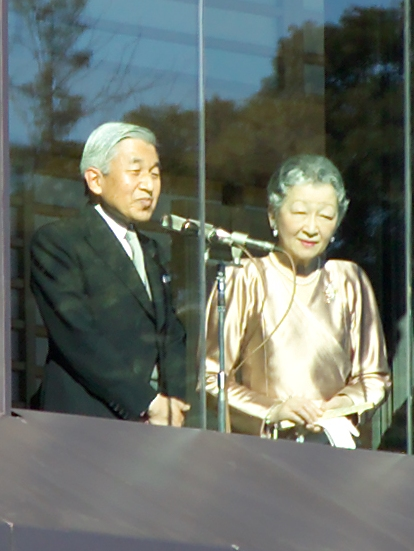
O casal imperial durante o aniversário de 72 anos do Imperador.

## Noivado e casamento
Em agosto de 1957, aos vinte e dois anos, Michiko Shōda conheceu o então príncipe herdeiro do Trono do Crisântemo, Akihito, durante um campeonato de tênis, em Karuizawa, província de Nagano. O Conselho Imperial da Casa (um órgão composto pelo Primeiro Ministro do Japão, os presidentes das duas casas da Dieta do Japão, o Chefe de Justiça do Japão e dois membros da Família Imperial) aprovaram formalmente o envolvimento do Príncipe Herdeiro para Michiko Shōda em 27 de novembro de 1958. Naquela época, a mídia apresentou seu encontro como um verdadeiro "conto de fadas", ou o "romance da quadra de tênis". A cerimônia de noivado ocorreu em 14 de janeiro de 1959.
O imperador Hirohito já tinha aprovado o casamento, mas sua esposa, a Imperatriz Nagako, não. Como membro da plebe japonesa, Michiko ajudou a tornar a família real mais parecida com qualquer outra família japonesa comum e isso aumentou a popularidade da família real. Seu relacionamento com sua sogra (uma Imperatriz a qual iria suceder como outra Imperatriz), quem era uma formidável figura da antiga aristocracia que parecia própria da princesa mais comum, era notoriamente desagradável e estressante para ela.
No entanto, o jovem casal já obteve um amplo apoio público. Esse apoio também veio da classe política dominante. Além disso, todos mostraram carinho pelo jovem "Mitchi" que se tornou o símbolo da modernização e democratização do Japão (a mídia na época insinuou o fenômeno de um "boom Mitchi"). O casamento finalmente ocorreu como uma tradicional cerimônia de Xintoísmo em 10 de abril de 1959.
Ao propor casamento a Miss Shōda, o Príncipe Herdeiro Tsugu contou ao Yomiuri Shimbun: "Falamos por telefone muitas vezes antes de a Imperatriz finalmente aceitar. Eu não diria que era tão simples quanto uma proposta de uma linha. Durante nossas muitas conversas telefônicas, eu disse a ela para que eu cumprisse meus deveres como preço da coroa, eu realmente precisava de alguém que pudesse entender o significado e significado desses deveres e me apoiaria. Fiquei realmente feliz quando aceitou minha proposta."
Após o casamento deles, o casal real dirigiu as ruas de Tóquio em um treinador de cavalos de estilo ocidental diferente daquele usado pela família real inglesa. A procissão de casamento, mais de 500 mil pessoas espalhadas de 8,8 km do Palácio Imperial para Togu Palace, foi exibida ao vivo. Descrevendo como a Princesa Herdeira olhou para a televisão, um observador disse ao Asahi Shimbum: "A princesa Michiko parecia radiante. Sua pele era lisa e perfeita, lembrou-me de um ovo cozido recentemente."
O casamento real foi um grande evento de televisão no Japão, assim como a coroação da rainha Elizabeth na Inglaterra ao mesmo tempo. A cerimônia ocorreu a portas fechadas, mas a procissão de casamento foi assistida por 15 milhões de telespectadores, a maior audiência de televisão no Japão até então. O Japão só tinha televisão há seis anos. Muitas pessoas compraram televisores especificamente para assistir o evento. Um ano antes do casamento real, havia um milhão de aparelhos de televisão no Japão. Alguns meses depois, havia 3 milhões.
De acordo com a tradição, Shōda recebeu um emblema pessoal (o-shirushi (お 印)): o vidoeiro branco do Japão (Shirakaba (白樺)) após a admissão à família imperial.

## Filhos e netos
| Nome                                        | Nascimento              | Casamento e filhos | Observações                                                                |
| ------------------------------------------- | ----------------------- | --- | -------------------------------------------------------------------------- |
| Sua Majestade Imperial o Imperador Naruhito | 23 de fevereiro de 1960 | É casado com Masako Owada desde 9 de junho de 1993. Têm uma filha juntos: Aiko, Princesa Toshi.                                             | Subiu ao trono do Crisântemo apôs a renúncia de seu pai Akihito            |
| Sua Alteza Imperial o Príncipe Akishino     | 30 de novembro de 1965  | É casado com Kiko Kawashima desde 29 de junho de 1990. Eles tem três filhos juntos: a Princesa Mako, a Princesa Kako e o Príncipe Hisahito. | É o 1.º na linha de sucessão e pai do 2.° na linha de sucessão             |
| Sayako Kuroda                               | 18 de abril de 1969     | É casada com Yoshiki Kuroda desde 15 de novembro de 2005. Não têm filhos, ainda.                                                            | Como manda a lei, renunciou, para se casar, ao seu título (Princesa Nori). |

## Princesa Herdeira consorte
Mesmo ocupados com suas funções, Akihito e Michiko quebraram novamente uma tradição ao preferirem cuidar de seus filhos pessoalmente, ao invés de confiá-los aos cuidados de camaristas da corte; a então Princesa até mesmo os amamentou e preparou as merendas de seus filhos.

## Saúde
Em meados dos anos 1960, a Princesa teria sofrido um colapso nervoso por causa do frio tratamento que recebia de sua sogra. Ela e seu marido chegaram a tentar dispensar uma dama de companhia que supostamente servia como espiã para a Imperatriz Kōjun, mas não conseguiram.
Seus esforços para escapar das etiquetas sufocantes da corte talvez tenham sido mais sérios do que popularmente se sabe. Um artigo escrito pela antropóloga Sheila K. Johnson, publicado em 1997, contou que Michiko sofreu um aborto espontâneo durante os anos 1960, em parte por causa de seu sogro controlador, Hirohito.
No outono de 1993, Michiko, já Imperatriz, perdeu a sua voz por sete meses. Médicos da corte atribuíram isso a "fortes sentimentos de angústia", provocados pelo criticismo da imprensa japonesa.
Em marco de 2007, foi informado que a Imperatriz do Japão estava sofrendo com as pressões da vida dentro de uma das monarquias mais conservadoras do mundo foram expostas novamente hoje com a notícia de que a imperatriz Michiko do Japão está sofrendo de uma doença relacionada ao estresse. A Agência Imperial da Casa disse que a imperatriz de 72 anos sofria de hemorragias intestinais, hemorragias nasais e úlceras na boca provocadas pela "fadiga psicológica".

## Imperatriz
Com a morte do Imperador Shōwa (Hirohito) no dia 7 de janeiro de 1989, Akihito tornou-se o 125° Imperador do Japão, e Michiko consequentemente se tornou a Imperatriz. A cerimônia formal de entronização ocorreu no Palácio Imperial em Tóquio, no dia 12 de novembro de 1990. O casal fez a família imperial ficar mais próxima ao Japão contemporâneo.
Michiko é a presidente honorária da Sociedade da Cruz Vermelha do Japão.
A 2 de Dezembro de 1993 foi agraciada com a Grã-Cruz da Ordem Militar de Sant'Iago da Espada e a 12 de Maio de 1998 foi agraciada com a Grã-Cruz da Ordem do Infante D. Henrique de Portugal.

## Títulos
- 10 de abril de 1959 - 7 de janeiro de 1989: Sua Alteza Imperial a Princesa Herdeira
- 7 de janeiro de 1989 - 30 de abril de 2019: Sua Majestade Imperial A Imperatriz
- 1 de maio de 2019 - presente: Sua Majestade Imperial, A Imperatriz Emérita do Japão